# Чемпионат СССР по русским шашкам среди женщин 1966
Финал Х чемпионата СССР по русским шашкам среди женщин прошёл  в 1966 году по круговой  системе в Нальчике. В нём приняли участие 14 спортсменок. За победу присуждалось 1 очко, за ничью ½ очка и за поражение 0 очков. Турниру предшествовали четыре полуфинала, состоявшие в июле 1966 года в Запорожье и Самарканде, по три победительницы каждого получили право участия в финале чемпионата СССР. К участию в финале персонально допущены чемпионка СССР 1965 года мастер Ираида Спасская и второй призёр этого чемпионата Иоганна Цине. Не смогли принять участие в финале опытный мастер спорта из Эстонии Ыйе Кундвер и минская студентка Анна Хапалюк, в последний момент их пришлось заменить на Алину Великовскую и Альбину Аргунову.
Второй год подряд чемпионкой СССР стала Ираида Спасская, одержав убедительную победу. Бронзовый призёр чемпионата Рема Гагарина выполнила норму мастера.

## Итоговое положение
| Место | Участница          | Регион           | Очки |
| ----- | ------------------ | ---------------- | ---- |
| 1     | Ираида Спасская    | Ленинград        | 11   |
| 2     | Софья Огородникова | Уфа              | 9    |
| 3     | Рема Гагарина      | Москва           | 8    |
| 4-5   | Елена Соркина      | Минск            | 7,5  |
| 4-5   | Лариса Агафонова   | Москва           | 7,5  |
| 6-8   | Янина Аугустинайте | Вильнюс          | 7    |
| 6-8   | Алина Великовская  | Киев             | 7    |
| 6-8   | Вера Щукина        | Пермская область | 7    |
| 9     | Алина Тихеева      | Ленинград        | 6    |
| 10    | Иоганна Цине       | Рига             | 5,5  |
| 11    | Бирута Михневич    | Латвия           | 4,5  |
| 12-13 | Альма Станга       | Рига             | 4    |
| 12-13 | Ревекка Эстеркина  | Ленинград        | 4    |
| 14    | Альбина Аргунова   | Якутская АССР    | 3    |